# Кулинарный рецепт

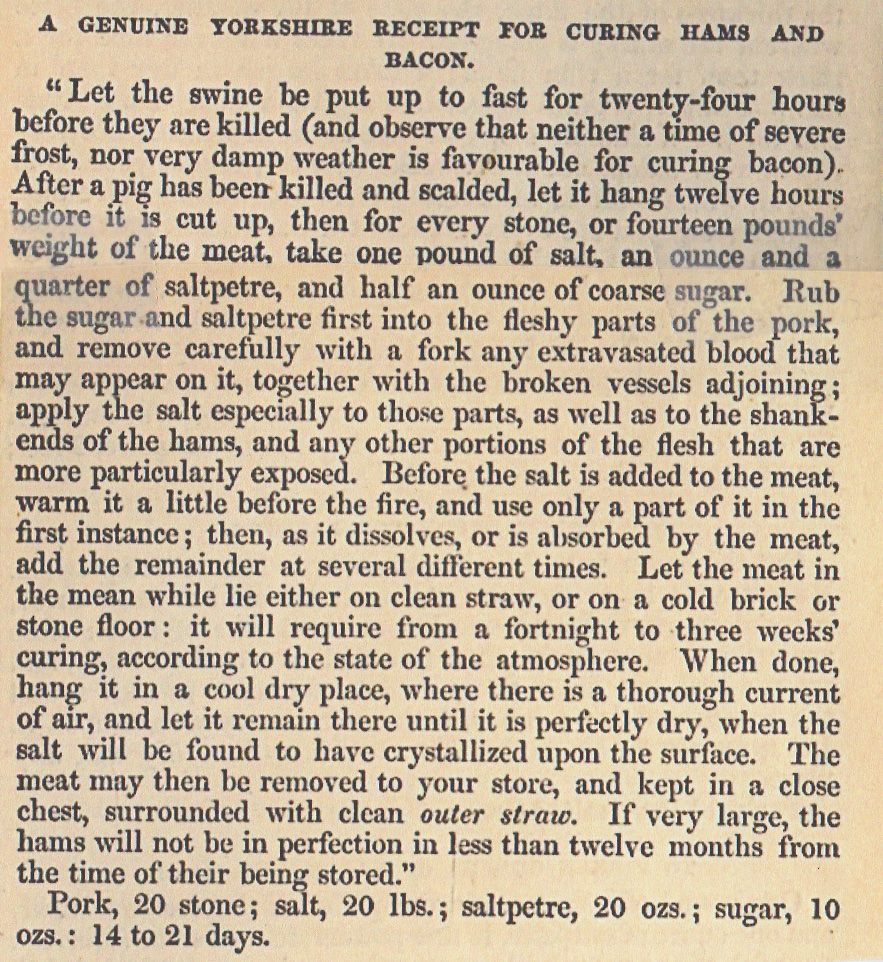
Рецепт йоркского бекона из кулинарной книги Элизы Актон (1847)

Кулинарный рецепт — руководство по приготовлению кулинарного изделия. Содержит информацию о необходимых пищевых продуктах, их пропорциях и инструкциях по смешиванию и обработке. Кулинарные рецепты описывают механическую и тепловую обработку ингредиентов, способы сервировки готовых изделий.
Рецепты передаются «из уст в уста», а также публикуются в кулинарных книгах и на специализированных сайтах. Существуют секретные рецепты, передающиеся кулинарами своим наследникам.

## Содержание рецепта
Современный кулинарный рецепт содержит:
- Название (часто и национальную принадлежность) блюда;
- Ориентировочное время приготовления блюда;
- Список необходимых для приготовления блюда ингредиентов, их количество и пропорции;
- Оборудование и условия, необходимые для приготовления блюда;
- Количество персон, на которых рассчитано блюдо;
- Калорийность блюда (иногда и содержание белков, жиров и углеводов);
- Пошаговая инструкция по приготовлению блюда;
- Метод сервировки (украшение блюда и его подача на стол).

Старые рецепты часто составлялись для тех, кто умел готовить те или иные блюда, и содержали лишь название блюда, перечень ингредиентов и их пропорции.

## История
Самые ранние известные письменные рецепты обнаружены на месопотамских клинописных табличках, датируемых XVIII веком до н. э. Примерно на полтора века моложе кулинарная табличка из Вавилона, содержащая рецепт на аккадском языке. Приготовление пищи также изображено на стенах некоторых древнеегипетских зданий.
Первую поваренную книгу составил в V веке до н. э. сицилийский повар Мифек; от неё сохранился единственный рецепт (приготовления цеполы), процитированный в компиляции Афинея. Этот автор упоминает и другие древнегреческие поваренные книги, все они утеряны. Катон Старший приводит ряд рецептов в древнейшем произведении на латыни. Также в греческом и латинском переводах сохранились некоторые пунические рецепты.
Большая коллекция рецептов De re coquinaria, ошибочно приписываемая Апицию, появилась в IV (или V) веке. Тут перечислены блюда, подаваемые во время еды: gustatio («закуска»), primae mensae («основное блюдо») и secundae mensae («десерт»). Каждый рецепт начинается с латинской команды «Возьми…».
Арабские рецепты задокументированы начиная с X века. Самый ранний рецепт на персидском языке датируется XIV веком. Начиная с эпохи Возрождения рецепты принято собирать в кулинарные книги, об истории которых см. соответствующую статью.

## Виды рецептов

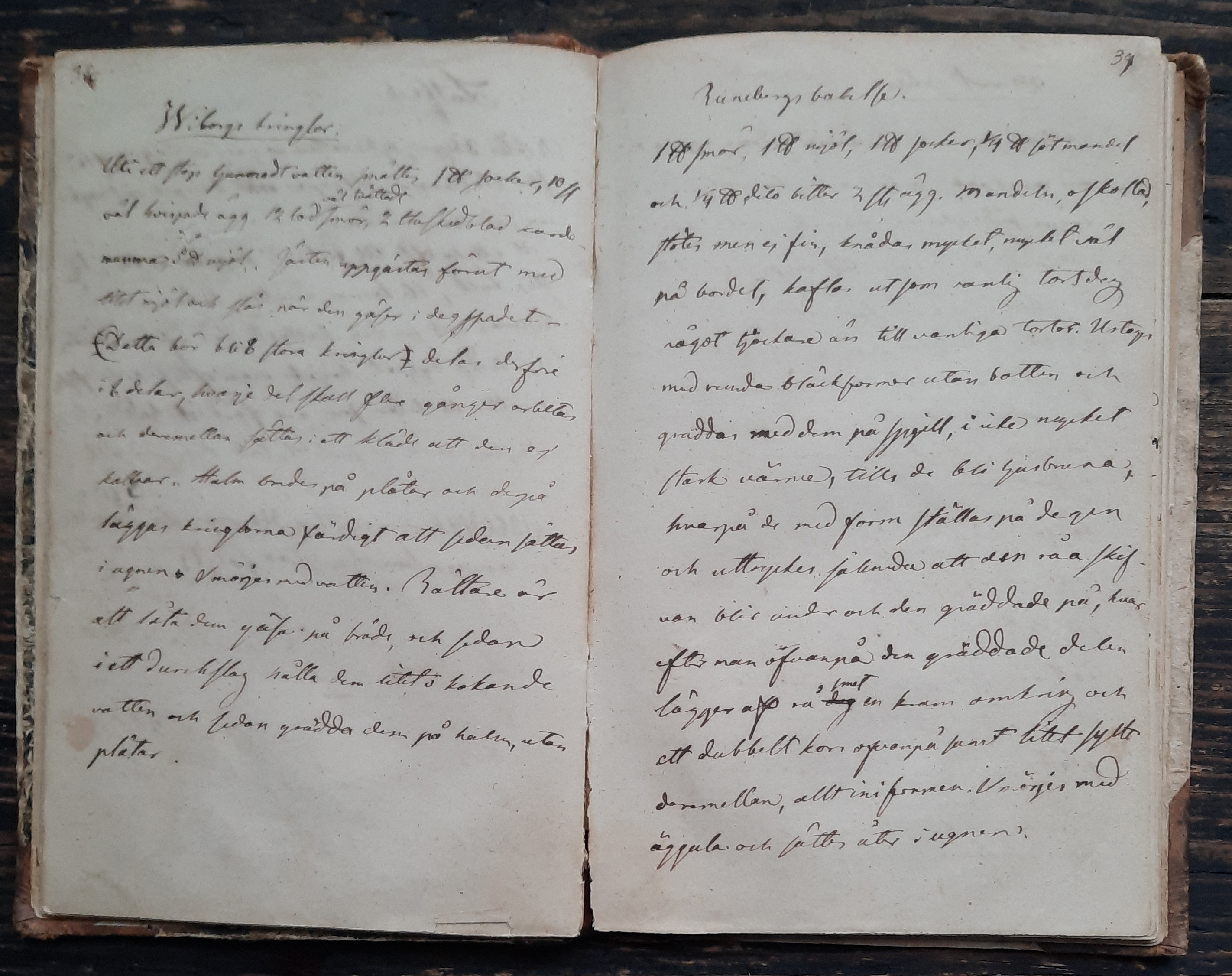
Рукописный рецепт приготовления пирожного за авторством Фредрики Рунеберг

Рецепты блюд по времени приёма пищи:
- Завтрак
- Второй завтрак
- Обед
- Полдник
- Ужин

Рецепты по типу блюд:
- Закуски
- Салаты
- Первые блюда
- Вторые блюда
- Десерты

Рецепты по способу приготовления блюд:
- Жареные
- Варёные
- Тушёные
- Печёные
- Резаные

Рецепты национальных кухонь
См. также статьи: Национальные кухни и Кухни по регионам
- Русская кухня
- Французская кухня
- Итальянская кухня
- Азиатская кухня

Рецепты блюд на основе:
- Мяса
- Рыбы
- Овощей
- Птицы
- Морепродуктов
- Теста

Рецепты блюд по событию:
См. также статью: Праздники
- Новый год
- Великий пост
- Пасха
- День благодарения

Рецепты блюд по состоянию здоровья:
- Диетические
- Для язвенников
- Для диабетиков
- При ожирении

## Кулинарные книги

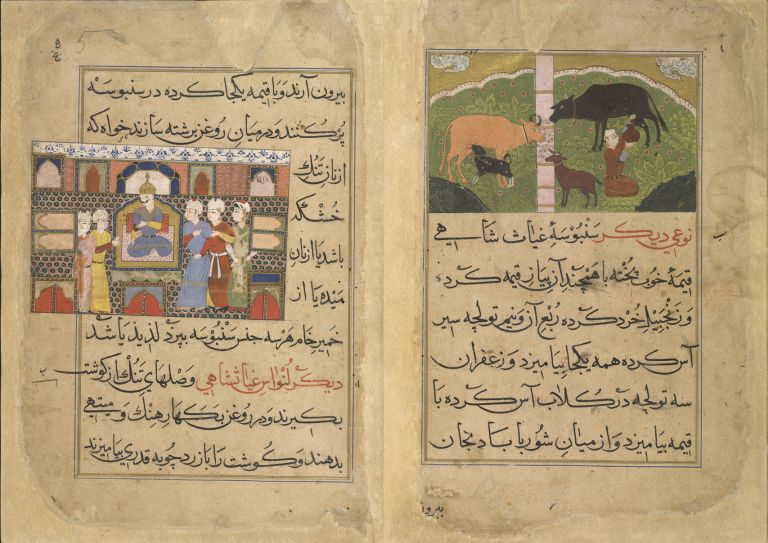
Описание приготовления фирни из книги, написанной в XV веке для малавского султана

Кулинарная книга — справочное издание, содержащее рецепты приготовления различных блюд и напитков. Кроме рецептов может содержать советы по сервировке стола, правильному питанию, выбору продуктов. Примером может служить «Книга о вкусной и здоровой пище», которая в советское время публиковалась миллионными тиражами.

## Кулинарные телепередачи
Кулинарная телепередача — телепередача особого жанра, демонстрирующая зрителям процесс приготовления различных кулинарных блюд. Телепередача может быть снята в различных форматах: реалити-шоу, ток-шоу. Снимается в специально оборудованной студии или на кухне ресторана. Ведущим, как правило, выступает известный шеф-повар. Гостями часто становятся знаменитые личности. Реалити-шоу обычно содержат соревновательный момент между кулинарами. Таким образом, кулинарная телепередача может иметь как чисто развлекательную функцию, так и реально учить зрителей готовить кулинарные блюда.